# Yours (daiのアルバム)
『yours』（ユアーズ）は、『ひぐらしのなく頃に解』の音楽を担当したdaiが所属するサークル・M.Graveyardによる同人音楽アルバム。

## 解説
『ひぐらしのなく頃に解 オリジナルサウンドトラック』に収録されている曲のアレンジに一部の新曲を加えたもので構成されている。
3枚組のCDに加え48ページにも及ぶライナーノートも同梱されており、まさにdaiのひぐらし集大成と呼べる作品に仕上がっている。
また、前作『Thanks/you』と同様アルバムオリジナル曲はBGMとしてドラマCDに起用されている。

## 収録曲

### Disc1
1. 最後のコイン
2. years
3. 空夢
4. feel
5. Birth and death
6. Cradle song
7. Gray
8. 一重
9. Fearlessness
10. C-examination
11. Conviction
12. Testament
13. 虚
14. Live
15. 音無しの村
16. 空夢（歌：癒月）
17. Gray ep

### Disc2
1. そらのむこう
2. ふたり。ひとり。
3. being
4. you-destructive
5. Search and destroy
6. 祭
7. 後日談
8. air pizz
9. そらのむこう（歌：結月そら）

### Disc3
1. Confession（歌：癒月）
2. Thanks
3. Iru
4. 陰
5. Soul Scour
6. you (M.Box風)
7. confession
8. you
9. Loreley
10. こころ
11. Don't Cry
12. そらのむこう Ver.01
13. day
14. へっぽこ3分クッキング
15. Friend
16. 乖離
17. 幾星霜
18. Thanks（歌：癒月）
19. Hello
20. 隠しトラック